# Кильдишев, Владимир Климентьевич
Влади́мир Климе́нтьевич (Клеме́нтьевич) Ки́льдишев (1882—1944) — русский советский архитектор.

## Биография
Родился 25 июля 1882 г. в Москве. Окончил Московское училище живописи, ваяния и зодчества, в 1908 г. получил звание архитектора. В 1906—1908 гг. работал помощником архитектора, по окончании учёбы помогал И. П. Машкову и П. А. Заруцкому. С 1914 г. — архитектор Покровской общины, в 1915—1916 гг. — старший помощник городских архитекторов. В 1927 г. служил уездным инженером в Московском уездном исполнительном комитете Советов рабочих, крестьянских и красноармейских депутатов. В 1930 г. работал начальником Московского окружного управления строительного контроля (ОКРУСК). Преподавал в Строительном институте Моссовета. Внёс важный и оригинальный вклад в архитектуру Москвы 1910—1930-х гг.
Жил в Москве по адресу: улица Белинского, 4 (1930-е). Умер 19 декабря 1944 года в Москве. Похоронен на 8-м участке Введенского кладбища.

## Проекты и постройки в Москве
- Доходный дом А. П. Половинкина, ул. Пречистенка, 27;
- церковь Серафима Саровского и Иконы Божией Матери Знамение в Серафимо-Знаменском скиту (1910—1911);
- дом жилой, Воротниковский пер., 5/9 (1935);
- Дом кооператива «Обрабстрой», Басманный район, Басманный тупик, 10/12.